# Das Wikipedia-Lexikon in einem Band
Wikipedia Lexikon in einem Band (doslova Lexikon Wikipedie v jednom svazku) je německý tištěný všeobecný jednosvazkový lexikon, který je zkrácenou verzí německé online-encyklopedie Wikipedia. 
Obsahuje zkrácené verze článků, které byly na německé wikipedii navštíveny nejčastěji v letech 2007/2008. Kniha byla vydána v září 2008 ve vydavatelství Wissen media Verlag, prodává se v běžných německých knihkupectvích. Obsah této knihy podléhá GFDL, tudíž je na konci uveden seznam okolo 90 000 uživatelů Wikipedie, včetně těch, co psali jiné články než vybrané v encyklopedii. 